# اسفیان (سپیدان)
اسفیان (سپیدان)، روستایی از توابع بخش مرکزی شهرستان سپیدان در استان فارس ایران است.
مردم ابن روستا اصالتا لر هستند.

## جمعیت
این روستا در دهستان کمهر قرار دارد و براساس سرشماری مرکز آمار ایران در سال ۱۳۸۵، جمعیت آن ۶۸۳ نفر (۱۴۶خانوار) بوده‌است.